# یولیا ساویچووا
یولیا ساویچووا (به انگلیسی: Yulia Savicheva) (زاده ۱۴ فوریه ۱۹۸۷) خواننده روس است.
او در مسابقه آواز یوروویژن ۲۰۰۴ نماینده روسیه بود.